# MiniDVD

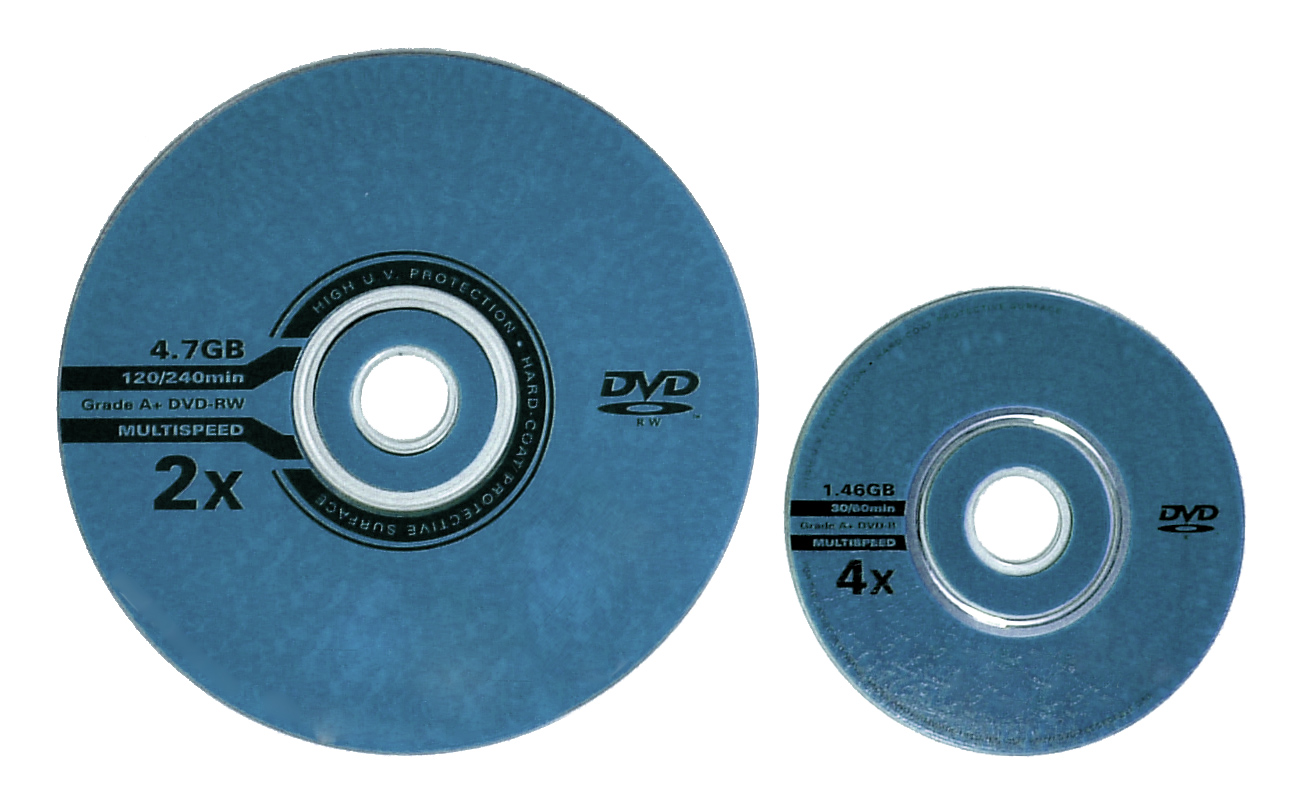
普通DVD与MiniDVD的对比

MiniDVD是指直径小于80毫米的DVD光碟。
使用AVCHD编码格式的80毫米DVD单张光碟，可存储大约20分钟的1080p视频内容；双层和双面MiniDVD光碟则可存储1小时以上的内容。使用其他编码格式的MiniDVD光碟，只能存储30分钟左右的480i视频内容。